# Austronibea oedogenys
Austronibea oedogenys és una espècie de peix de la família dels esciènids i de l'ordre dels perciformes.

## Morfologia
- Els mascles poden assolir 20 cm de longitud total.[3][4]

## Hàbitat
És un peix de clima tropical i demersal.

## Distribució geogràfica
Es troba a l'oceà Pacífic occidental: nord i nord-oest d'Austràlia i sud de Nova Guinea.

## Observacions
És inofensiu per als humans.